# Sévérac-le-Château
Sévérac-le-Château – miejscowość i dawna gmina we Francji, w regionie Oksytania, w departamencie Aveyron. W 2013 roku populacja Sévérac-le-Château wynosiła 4101 mieszkańców. Przez miejscowość przepływa rzeka Viaur, natomiast na jej obszarze swoje źródła ma Aveyron.
W dniu 1 stycznia 2016 roku z połączenia pięciu ówczesnych gmin – Buzeins, Lapanouse, Lavernhe, Recoules-Prévinquières oraz Sévérac-le-Château – powstała nowa gmina Sévérac d’Aveyron. Siedzibą gminy została miejscowość Sévérac-le-Château.

## Zabytki
Zabytki w miejscowości posiadające status monument historique:
- zamek w osadzie Auberoques (fr. château d'Auberoques)
- zamek w osadzie Engayresque (fr. château d'Engayresque)
- zamek w Sévérac-le-Château (fr. château de Sévérac)
- kościół św. Dalmazego (fr. Église Saint-Dalmazy) w osadzie Saint-Dalmazy